# Qualificazioni al campionato mondiale femminile di calcio 2023 - UEFA - Fase a gironi, gruppo I
Il gruppo I delle qualificazioni al campionato mondiale femminile di calcio 2023 è composto da sei squadre: Francia, Galles, Slovenia, Grecia, Kazakistan e Estonia. La composizione dei sette gruppi di qualificazione della sezione UEFA è stata sorteggiata il 30 aprile 2021.

## Formula
Le sei squadre si affrontano in un girone all'italiana con partite di andata e ritorno, per un totale di 10 partite. La squadra prima classificata si qualifica direttamente alla fase finale del torneo, mentre la seconda classificata accede ai play-off qualificazione.
In caso di parità di punti tra due o più squadre di uno stesso gruppo, le posizioni in classifica verranno determinate prendendo in considerazione, nell'ordine, i seguenti criteri:
1. maggiore numero di punti negli scontri diretti tra le squadre interessate (classifica avulsa);
2. migliore differenza reti negli scontri diretti tra le squadre interessate (classifica avulsa);
3. maggiore numero di reti segnate negli scontri diretti tra le squadre interessate (classifica avulsa);
4. maggiore numero di reti segnate in trasferta negli scontri diretti tra le squadre interessate (classifica avulsa), valido solo per il turno di qualificazione a gironi;
5. se, dopo aver applicato i criteri dall'1 al 4, ci sono squadre ancora in parità di punti, i criteri dall'1 al 4 si riapplicano alle sole squadre in questione. Se continua a persistere la parità, si procede con i criteri dal 6 all'11;
6. migliore differenza reti;
7. maggiore numero di reti segnate;
8. maggiore numero di reti segnate in trasferta;
9. maggiore numero di vittorie nel girone;
10. maggiore numero di vittorie in trasferta nel girone;
11. classifica del fair play;
12. posizione nel ranking UEFA in fase di sorteggio.

## Classifica
| Pos | Squadra    | Pt | G  | V  | N | P  | GF | GS | DR  |
| --- | ---------- | -- | -- | -- | - | -- | -- | -- | --- |
| 1.  | Francia    | 30 | 10 | 10 | 0 | 0  | 54 | 4  | +50 |
| 2.  | Galles     | 20 | 10 | 6  | 2 | 2  | 22 | 5  | +17 |
| 3.  | Slovenia   | 18 | 10 | 5  | 3 | 2  | 21 | 6  | +15 |
| 4.  | Grecia     | 13 | 10 | 4  | 1 | 5  | 12 | 28 | -16 |
| 5.  | Estonia    | 6  | 10 | 2  | 0 | 8  | 7  | 43 | -36 |
| 6.  | Kazakistan | 0  | 10 | 0  | 0 | 10 | 4  | 34 | -30 |

## Risultati
| Arbitro: | Anastasija Pustovojtova |

|  |           | |
|  | Marcatori | 14’ Majri 15’, 40’ Geyoro 18’, 25’, 53’ Katoto 30’ (aut.) Palama 38’ Diani 65’ Asseyi 90+2’ (rig.) Renard |

| Arbitro: | Hristiyana Guteva |

|  |           |                                        |
|  | Marcatori | 21’, 48’ Prašnikar 31’ Golob 54’ Agrež |

| Arbitro: | Monika Mularczyk |

|                                                                  |           |  |
| K. Green 17’, 71’ Harding 30’ Rowe 54’ Evans 90+1’ Holland 90+3’ | Marcatori |  |

| Arbitro: | Eszter Urbán |

|                                            |           |                                |
| Spyridonidou 7’, 72’ Aitymova 45+2’ (aut.) | Marcatori | 19’ Bortnikova 81’ Kirgizbaeva |

| Arbitro: | Kateryna Monzul' |

|  |           |            |
|  | Marcatori | 5’ Harding |

| Arbitro: | Riem Hussein |

|                               |           |                                    |
| Prašnikar 20’ Zver 88’ (rig.) | Marcatori | 28’, 60’ Katoto 90+4’ (rig.) Majri |

| Arbitro: | Marina Krupskaja |

|  |           |             |
|  | Marcatori | 85’ Pouliou |

| Arbitro: | Lovisa Johansson |

|           |           |              |
| Rogan 69’ | Marcatori | 71’ K. Green |

| Arbitro: | Abigail Marriott |

| |           |  |
| Geyoro 5’ Katoto 15’ Périsset 25’ (rig.) D. Cascarino 29’ Toletti 45’ Orav 52’ (aut.) Diani 53’ Tounkara 65’, 72’ H. Saar 79’ (aut.) Dali 90’ | Marcatori |  |

| Arbitro: | Melis Özçiğdem |

|  |           |                                         |
|  | Marcatori | 9’, 23’ Katoto 17’ Dali 38’, 54’ Malard |

| Arbitro: | Ivana Projkovska |

|                           |           |                                 |
| Chatzīnikolaou 10’ (rig.) | Marcatori | 8’, 59’ Zver 18’, 86’ Prašnikar |

| Arbitro: | Marta Frias Acedo |

|                                            |           |  |
| James 27’ Ward 48’ Harding 54’ Ingle 90+3’ | Marcatori |  |

| Arbitro: | Minka Vekkeli |

|                                                                       |           |  |
| Prašnikar 9’, 38’ Korošec 33’ Kolbl 73’ Raadik 79’ (aut.) Kuštrin 89’ | Marcatori |  |

| Arbitro: | Henrikke Nervik |

|                                                    |           |  |
| Ingle 7’ K. Green 17’ Holland 26’, 56’ Harding 64’ | Marcatori |  |

| Arbitro: | Silvia Domingos |

|                                                                              |           |  |
| Asseyi 5’ D. Cascarino 9’ Katoto 24’ Périsset 37’ Gauvin 72’ (rig.) Dali 74’ | Marcatori |  |

| Nova Gorica 30 novembre 2021, ore 18:00 CET | Slovenia                   | 0 – 0 referto | Grecia | Centro sportivo\| Arbitro: \| Maria Sole Ferrieri Caputi \| |
| Arbitro:                                    | Maria Sole Ferrieri Caputi |               |        |                                                             |

| Arbitro: | Iuliana Demetrescu |

|                       |           |  |
| Diani 45+2’ Bacha 90’ | Marcatori |  |

| Arbitro: | Katarzyna Lisiecka-sek |

|  |           |                        |
|  | Marcatori | 6’ Prašnikar 26’ Erman |

| Arbitro: | Lucie Šulcová |

|             |           |                             |
| Himanen 63’ | Marcatori | 14’, 21’ Kongoulī 76’ Sarri |

| Arbitro: | Jana Adámková |

|           |           |                       |
| Ingle 71’ | Marcatori | 31’ Renard 57’ Katoto |

| Arbitro: | Sara Persson |

|  |           |                                       |
|  | Marcatori | 30’ K. Green 42’ Harding 65’ Fishlock |

| Arbitro: | Simona Ghisletta |

|                                    |           |  |
| Sarri 19’ Kongoulī 48’ Pouliou 74’ | Marcatori |  |

| Arbitro: | Sandra Bastos |

|                  |           |  |
| D. Cascarino 48’ | Marcatori |  |

| Arbitro: | Silvia Gasperotti |

|                                        |           |                                |
| Saar 61’, 88’ Himanen 71’ Tammik 90+5’ | Marcatori | 37’ Turlybekova 52’ Bortnikova |

| Arbitro: | Silvia Domingos |

|  |           |                                                                                          |
|  | Marcatori | 6’ D. Cascarino 17’ (rig.) Dali 24’, 29’, 45’, 47’ Sarr 59’ (rig.), 67’ Matéo 83’ Geyoro |

| Arbitro: | Cristina Trandafir |

|                      |           |  |
| Makovec 33’ Zver 67’ | Marcatori |  |

| Arbitro: | Monika Mularczyk |

|  |           |           |
|  | Marcatori | 34’ Jones |

| Arbitro: | Ljudmyla Tel'buch |

|  |           |                             |
|  | Marcatori | 8’ (aut.) Demidova 17’ Saar |

| Arbitro: | Riem Hussein |

|                                                     |           |              |
| Geyoro 9’ Diani 18’, 45+9’ Malard 45’ Baltimore 59’ | Marcatori | 20’ Kongoulī |

| Cardiff 6 settembre 2022, ore 20:45 CEST | Galles           | 0 – 0 referto | Slovenia | Cardiff City Stadium\| Arbitro: \| Kateryna Monzul' \| |
| Arbitro:                                 | Kateryna Monzul' |               |          |                                                        |

## Statistiche

### Classifica marcatrici
10 reti
- Marie-Antoinette Katoto

8 reti
- Lara Prašnikar

5 reti
- Kadidiatou Diani
- Grace Geyoro
- Kayleigh Green
- Natasha Harding

4 reti
- Delphine Cascarino
- Kenza Dali (1 rig.)
- Ouleymata Sarr
- Sofia Kongoulī
- Mateja Zver (1 rig.)

3 reti
- Getter Saar
- Melvine Malard
- Ceri Holland
- Sophie Ingle

2 reti
- Kairi Himanen
- Viviane Asseyi
- Amel Majri (1 rig.)
- Clara Matéo (1 rig.)
- Ève Périsset (1 rig.)
- Wendie Renard
- Aïssatou Tounkara
- Grigoria Pouliou
- Veatriki Sarri
- Anastasia Spyridonidou
- Svetlana Bortnikova

1 rete
- Lisette Tammik
- Selma Bacha
- Sandy Baltimore
- Valérie Gauvin (1 rig.)
- Sandie Toletti
- Gemma Evans
- Jessica Fishlock
- Angharad James
- Carrie Jones
- Rachel Rowe
- Helen Ward
- Despoina Chatzīnikolaou (1 rig.)
- Begaim Kirgizbaeva
- Asselkhan Turlybekova
- Sara Agrež
- Kristina Erman
- Lana Golob
- Špela Kolbl
- Kaja Korošec
- Zala Kuštrin
- Sara Makovec
- Manja Rogan

1 autorete
- Maria Orav (1 a favore della Francia)
- Pille Raadik (1 a favore della Slovenia)
- Heleri Saar (1 a favore della Francia)
- Maria Palama (1 a favore della Francia)
- Aigerim Aitymova (1 a favore della Grecia)
- Mariya Demidova (1 a favore dell'Estonia)